# Tipula bilobula
Tipula bilobula är en tvåvingeart som beskrevs av Alexander 1938. Tipula bilobula ingår i släktet Tipula och familjen storharkrankar.
Artens utbredningsområde är Thailand. Inga underarter finns listade i Catalogue of Life.